# Marin Gh. Voiculescu
Marin Gh. Voiculescu (n. 3 august 1913, Giurgiu – d. 3 iulie 1991, București) a fost un medic român, membru titular (1990) al Academiei Române.
Profesorul Marin Voiculescu s-a născut pe 3 august 1913 în orașul Giurgiu, unde a absolvit ca premiant liceul "Ion Majorescu" - având eminenți dascăli, printre care și Tudor Vianu.
În 1938 absolvă Facultatea de Medicină din București ca premiant cu distincția "Magna cum laude" . Preia în 1947 conducerea Clinicii de Boli Infecțioase Colentina și în 1950, la vârsta de 37 de ani devine profesor în aceeași clinică. Decan al Facultății de Igienă, apoi al Facultății de Medicină Generală, Președinte al Uniunii Societăților de Științe Medicale, Ministru Secretar de Stat în Ministerul Sănătății. Este ales membru corespondent al Academiei Române și, din 1990 membru titular al Academiei Române. Vicepreședinte al Societății Balcanice de Medicină.
Publică numeroase tratate și monografii privind bolile infecțioase, unele traduse în alte limbi, precum și diferite cărți la granița dintre medicină și literatură (Medici scriitori, Scriitori medici, De veghe pe frontul vieții sau Arta scrisului medical). A condus revista Viața medicală. 
S-a stins din viață în 3 iulie 1991, lăsând în urma sa o puternică școală de boli infecțioase, numeroși prieteni și admiratori din lumea medicală, a artelor, a vieții sociale

## Distincții
- Medalia Muncii (14 septembrie 1953)[1]
- titlul de „Medic Emerit al Republicii Populare Romîne” (31 decembrie 1962) „pentru merite excepționale și realizări deosebite in domeniul ocrotirii sănătății oamenilor muncii”[2]